# Сражение при Омдурмане
Сражение при Омдурмане (англ. Battle of Omdurman) — генеральное сражение во время Восстания махдистов между англо-египетским экспедиционным корпусом Герберта Китченера и силами суданских повстанцев (т. н. махдистов), произошедшее 2 сентября 1898 года возле суданского города Омдурман. 

## Предпосылки

### Восстание Махди
Во второй половине XIX века влияние Великобритании в Судане заметно усилилось. Эксплуатация населения египетскими оккупационными властями и национальное угнетение привели к восстаниям, сформировавшимся в сильное народное движение протеста. Религиозную направленность этому движению придал его лидер Мухаммед ибн Абдаллах, который в 1881 году провозгласил себя «Махди» (мессией) и начал объединять племена Западного и Центрального Судана.
Генерал-губернатор Судана египтянин Рауф-Паша не воспринял всерьёз информацию о «Махди» и отправил на подавление бунта всего две роты солдат. Роты высадились на остров, где предположительно находился «Махди», двигаясь с разных сторон, ночью наткнулись друг на друга и, решив, что это противник, начали сражаться между собой. Подоспевший вскоре отряд Абдаллаха застал их врасплох и полностью разгромил. Этот успех поднял боевой дух восставших и увеличил количество их сторонников.
Рауф-Паша, не сделав никаких выводов, направил на подавление восстания 4 тысячи бойцов под командованием Юсефа-Паши. Но египетская армия не учла особенности боевых действий в пустыне, а армия Мухаммеда тактически грамотно уходила от сражения, периодически тревожа Юсефа-Пашу мелкими нападениями. Оставшись без питьевой воды, правительственные войска были разгромлены.
Победа над Юсефом-Паши вызвала всеобщее восстание. Теперь всё население Судана признало Мухаммеда «Махди», и власть Египта была свергнута.
Потеря Египтом Судана, а также некоторые разногласия с Великобританией, стали причиной отдельного военного конфликта между ними. Египет ставил свои условия о прохождении Суэцкого канала британскими кораблями, что, естественно, не устраивало Британскую империю. Довольно быстро Египет был оккупирован британскими войсками и потерял независимость, превратившись де-факто в английский протекторат

### Поражение Хика
Новая власть в Египте естественно хотела вернуть потерянные в сражениях с «Махди» территории, и поставила соответствующий вопрос перед Великобританией. Британцы согласились предоставить вооружение, но солдаты должны были быть египтянами. К осени 1883 года была создана восьмитысячная армия Египта. Её командующим стал английский генерал Уильям Хик. Несмотря на его недовольство подчинёнными (они были плохо обучены, большая часть даже не умела читать, боевой дух отсутствовал, так как они не понимали предстоящей войны и не хотели воевать в пустыне), генерал был вынужден идти в бой. Так в сентябре этого года армия Хика выдвинулась в поход. «Махди» не стал ничего выдумывать и испытанным тактическом ходом начал изнурять армию противника партизанскими набегами и длительными походами по пустыне. Не сделав никаких выводов о поражении египетской армии двумя годами ранее, Хик поддался на этот тактический ход, и более месяца бродил по пустыне вслед за суданской армией.
3 ноября недалеко от местечка Эль-Обейд армии, наконец, столкнулись. Абдаллах предложил армии Хика добровольно сдаться на щадящих условиях, но генерал решил вести бой. Измученная армия египтян, потеряв ещё в походах большую часть бойцов, потерпела поражение от воодушевлённых солдат «Махди». Судан полностью перешёл во власть Мухаммеда.
Каир и Лондон никак не ожидали подобных результатов. Египетские власти решили бросить новые силы, но англичане их отговорили. Было решено временно предоставить Судан самому себе. Единственной проблемой оставалось нахождение многих египтян на территории Судана. Британия не могла остаться в стороне, поэтому нужно было провести эвакуацию, командиром которой был назначен генерал Чарльз Гордон.

### Поражение Гордона

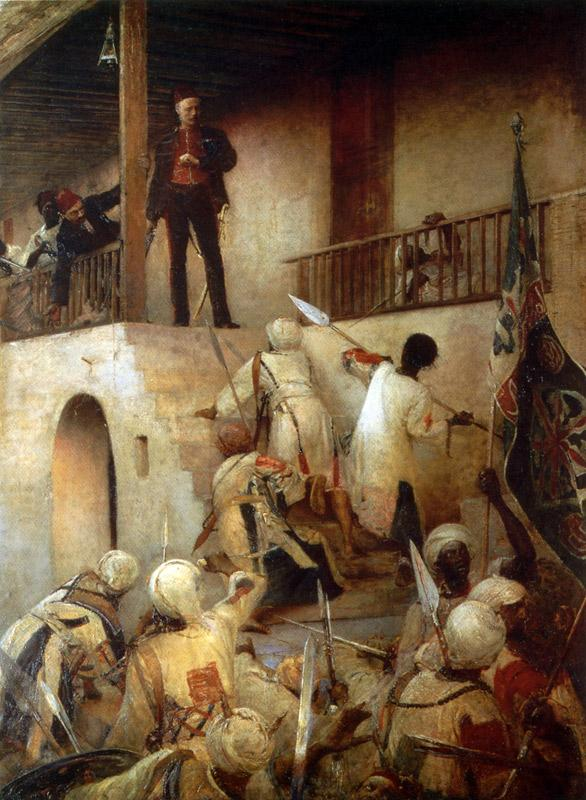
Гибель генерала Гордона во время падения Хартума. Картина Дж. У. Роя

8 января 1884 года британские власти предложили Гордону возглавить операцию по эвакуации египтян из Хартума. Генерал, посчитав это единственным выходом из создавшегося положения, согласился. Его приезд в Хартум был принят с воодушевлением египтян и с волной ужаса в армии «Махди» от воспоминаний его деяний в 1870-х. Тем не менее Гордон, оценив ситуацию воочию, понял, что миссия обречена на провал и несколько раз запрашивал поддержку Британии, но королева Виктория ответила отказом. У него оставалось всего два варианта: погибнуть с деморализованной плохо обученной армией или позорно сбежать. Как человек чести, он решил остаться, сел на верблюда и один поехал в лагерь «Махди» для переговоров. Мухаммед Ахмед «Махди» отверг предложение о мирном уходе армии Египта из Хартума, при этом, не считая Гордона врагом, предложил ему выбор — уйти нетронутым или погибнуть с армией.
В марте 1884 года войска «Махди» начали блокаду Хартума. Чарльз Гордон сумел удерживать город 317 дней. И хотя Британия в январе 1885 года в конце концов решила направить войска на помощь, суданцы умело заставили затянуть продвижение подкрепления. За несколько дней до штурма, «Махди» снова предложил Гордону спокойно уйти, но английский генерал не позволил себе проявить слабость и героически погиб при штурме Хартума 25 января 1885 года.
Известие о поражении вызвало массовые недовольства в самой Великобритании. Англичане выступали с митингами, требовали отомстить за героя-генерала. И действительно, кампании последовавшие в конце 1890-х были проведены под эгидой мести за Гордона.
Победа в Хартуме и гибель Гордона произвели огромное впечатление на жителей Судана. Страна завоёвана, власть «Махди» беспрекословна. Рядом с покорённым Хартумом «Махди» начал строительство новой столицы — Омдурмана.

### Смерть Махди и события 1885—1895 годов
После падения Хартума в 1885 году англичане свыше 10 лет не предпринимали активных действий против махдистского государства. Однако, по мнению исследователей, стремительно менявшаяся политическая ситуация вынудила Лондон обратить более пристальное внимание на Судан.
Важным было прежде всего то, что к середине 90-х годов XIX века Судан оказался окружённым колониальными владениями европейских держав, каждая из которых стремилась закрепиться в долине Нила. Эритрея и бо́льшая часть Сомали были захвачены Италией, в Восточной Африке ширилась экспансия Германской империи, бельгийцы развивали экспансию из захваченного ими Конго. С запада к Судану подступали владения Франции (уже во время вторжения британцев в Судан колониальные противоречия Парижа и Лондона привели их к острому кризису на грани войны, т. н. Фашодскому инциденту). Всё это представляло непосредственную угрозу британским колониальным интересам. Кабинет премьер-министра маркиза Солсбери оказался перед угрозой утраты инициативы в деле колонизации Судана. Кроме того, угроза могла появиться и для британского безраздельного контроля над Суэцким каналом. Это подтолкнуло Лондон к действиям. В декабре 1895 года Солсбери объявил, что уничтожение махдизма является задачей британского правительства. Вслед за этим было принято решение оккупировать Донголу и развить наступление в Судан.
Разработка плана вторжения была поручена британскому представителю при египетском хедиве графу Кромеру. В целях сокращения расходов британской казны Солсбери полагал, что кампания должна быть осуществлена только силами Египта, находившегося в фактической зависимости от Англии. Формально кампанию проводил Египет и силы вторжения считались египетскими, при этом, соответственно, основные расходы, связанные с этой кампанией, легли на казну Египта (57 % расходов). Общее командование над силами вторжения Кромер поручил Китченеру, который был назначен главнокомандующим египетской армией (серда́ром)
За период существования махдистского государства его армия предприняла несколько наступательных кампаний против соседних стран под лозунгами джихада, но они не принесли махдистам успеха. Война с Эфиопией, несмотря на крупные успехи (махдисты захватили столицу страны) привела к огромным человеческим потерям; особенно плачевной для Абдаллаха была гибель почти всех лучших и испытанных солдат, в том числе его личной гвардии. Были также отражены вторжения махдистов в итальянские и бельгийские владения.
Судан к началу 1890-х годов испытывал все возраставшие экономические трудности, не в последнюю очередь из-за внешней блокады. Во многих районах население начало голодать. Халиф был практически лишён возможности закупать оружие и боеприпасы. Все эти факторы серьёзно сказались на боеспособности его армии.

### Вторжение в Египет
Халиф, вдохновлённый своей победой[какой?], решает напасть на Египет. Абдаллах приказывает наместнику Донголы начать наступление на Египет. К тому времени египетские части были относительно неплохо укомплектованы и обучены под командованием английских офицеров. Конфликт закончился уничтожением войск вторжения.
В 1890 году в Судане начался страшный массовый голод. Сильные засухи и нашествие саранчи истощили источники продовольствия. Военные неудачи и голод унесли многие тысячи жизней, что существенно ослабило страну.

## Командующие сторон
Командовавший англо-египетскими силами Горацио Герберт Китченер (1850—1916) был к середине 1890-х годов известным и заслуженным офицером. Он имел большой опыт участия в различных военных действиях, в том числе даже во Франко-прусской войне (добровольцем на стороне Франции) и успел сменить несколько мест службы в колониях. На момент начала Суданской кампании Китченер находился в Судане уже больше 10 лет, занимая различные должности в британском колониальном аппарате и армии; он некоторое время был губернатором порта Суакин. Считалось, что Китченер был большим знатоком страны — так, он свободно владел арабским языком. При назначении главнокомандующим Китченер был повышен в звании до генерал-майора. Вступив в командование, Китченер приступил к интенсивным учениям и принял масштабные меры по оснащению египетских войск современной техникой.
По словам Черчилля, Китченер с самого начала кампании невзлюбил его (он лично знал отца Уинстона). Как сам Черчилль писал значительно позже, в 1923 году, про свои отношения с ним:
В молодые годы я ему не нравился, он попытался не дать мне участвовать в суданской кампании и рвал и метал, узнав, что я в Судане всё-таки оказался. Редкий случай — невзлюбить за глаза...
Все вооружённые силы махдистов находились под верховным командованием правителя Судана Абдаллаха (Мухаммед Абдаллах ибн Саид, 1846—1899), известного под почётным прозвищем Халиф, или Халифа, происходившим от принятого им титула халифа (то есть правителя, сочетающего как абсолютную светскую, так и духовную власть). Абдаллах был одним из главных последователей и соратников лидера суданского восстания Махди. Он стал правителем после смерти Махди в 1885 году, после чего ему удалось значительно укрепить основы махдистской государственности, в частности, подавить сепаратизм племенных вождей. Абдаллах значительно увеличил и усилил армию.
Практически вся история махдистского Судана, за исключением нескольких месяцев, совпадает с периодом правления Абдаллаха. При Абдаллахе был достигнут определённый социально-экономический прогресс — развивались торговля и ремёсла, дорожное и школьное строительство; во всей стране было введено единое законодательство. Однако в целом Судан так и оставался крайне бедной и отсталой страной, бо́льшая часть населения которого существовала на стадии родоплеменной или рабовладельческой формации, а основой экономики были экстенсивное сельское хозяйство, работорговля и добыча от военных набегов. Абдаллаху также не удалось в полной мере справиться с противоречиями внутри рабовладельческо-феодальной верхушки государства, что заметно ослабило его силы.

## Подготовка к сражению

### Подготовка англичан
Англия следила за развитием ситуации в Судане, держа в уме мысль о гибели Гордона и предполагаемой мести. Терпение и грамотная политика британцев вскоре дали необходимый результат. В Египте была полностью сформирована мощная, хорошо вооружённая армия, состоящая из английских и египетских солдат, и что особенно важно, подготовленная к войне в пустыне. Судан, наоборот, впал в кризис, армия была плохо укомплектована, финансовая ситуация тоже не могла радовать. Всё складывалось в пользу англичан.
В составе англо-египетской армии насчитывалось около 25 000 солдат, из которых 8 тысяч составляли британцы. Армия была вооружена новыми магазинными винтовками «Ли-Метфорд» со скорострельностью около 8—10 выстрелов в минуту, которые использовали винтовочные патроны нового поколения — .303 British. Но главным козырем британцев стал пулемёт Максима — единственное оружие «массового поражения» того времени. Его скорострельность достигала 600 выстрелов в минуту.
На стороне суданцев были в основном мечи, щиты и копья. Часть суданской армии была оснащена несколькими тысячами трофейных винтовок, захваченных у египтян.
Вторжение в Судан началось 18 марта 1896 года. Главнокомандующий англо-египетской армией генерал Гораций Герберт Китченер владел сведениями о местности, выбранной для военных действий. Ещё будучи майором, Китченер принимал участие в походе, который так и не достиг Хартума, чтобы спасти Гордона. Гордон был для него кумиром, поэтому Китченер и сам хотел отомстить за его смерть. Генерал тщательно проанализировал все неудачи прошлых военных операций, выявил их причины, чтобы постараться избежать прошлых ошибок. Солнце, недостаток воды, песчаные бури, болезни погубили многие предыдущие армии. Поэтому Китченер поставил акцент на хорошем снабжении своей армии всем необходимым и обеспечение тыловых коммуникаций.
Англо-египетские войска проникали в Судан неторопливо, основательно защищая свои коммуникации. Вскоре они заняли городок Акаша и создали там военный лагерь. Река Нил использовалась как главная транспортная артерия, именно по нему доставлялась большая часть всего необходимого. Суда, переправлявшие ресурсы, были хорошо защищены, и обладали орудиями. Штурм Фиркета стал первым серьёзным боем с махдистами. Вскоре англичане столкнулись с важным препятствием — Нил имеет пороги, делавшие невозможными продвижение кораблей по участку с порогами. Китченер пришел к выводу, что необходимо построить железную дорогу, чтобы обойти этот участок. Правительство Великобритании поддержало эту идею, так как Британия не намеревалась уходить из Судана после войны. Под руководством канадца Перси Жирару египетские солдаты и каторжники начали прокладку рельс. Англия проложила также линии телефонной и телеграфной связи.
Построенная железнодорожная ветка дала большое преимущество при наступлении на Донголу в сентябре 1896 года. Суда, доставленные по железной дороге, были снова спущены на воду. Новая речная флотилия использовалась для перевозки войск и ресурсов, а также для огневой поддержки наступающих по суше войск. Бой был недолгий. Винтовки и пушки современной армии англичан не оставили суданцам ни единого шанса. Город был взят.
После взятия Донголы инженеры предложили Китченеру план строительства железной дороги к Абу-Хамиду. Строительство дороги протяжённостью в 230 миль напрямую через пустыню воспринималась многими невозможными, но Перси Жабер убедил их в обратном. Согласовав сметы с Лондоном, генерал дал добро. Преимущество этой дороги было в том, что она позволила ощутимо уменьшить время передвижения до Хартума и дала возможность обойти три неудобных порога Нила. Уинстон Черчилль, в то время военный корреспондент, отзывался о порогах как о «массивной лестнице из четырёх огромных гранитных ступеней». В итоге в январе 1897 года строительство началось.
Рабочие были обеспечены всем необходимым: от воды и пищи до армейской защиты от неприятеля. Английские «летучие» подразделения без особого труда отбивали все попытки восставших помешать рабочим. Благодаря телеграфным и телефонным линиям, англичане могли быстро перебрасывать военную помощь в районы сражений. Правитель Судана понимал, что дело идёт к поражению, но был не в силах помешать методичному продвижению противника, обладавшего подавляющим превосходством в вооружении.
Китченер решил построить дорогу и дальше из Абу-Хамида на юг вдоль Нила вплоть до Атбара, поскольку воды Нила в этих районах так же неудобны для водных переправ. А Атбар предоставлял прямой выход на Хартум и Омдурман.
В начале июля 1897 года дорога была построена. Теперь англичане обладали возможностью быстро перебрасывать войска и тяжёлое вооружение в любые районы страны, снабжая их всем необходимым.

### Подготовка Судана
Вести о вторжении англо-египетских сил на территорию страны, а также падение Донголы вызвали бурные волнения в Омдурмане. Халифа обратился к подданным за пониманием, внушил им, что идёт Священная война — Джихад, в которой мусульманам поможет Аллах, а кровь неверных пополнит воду великого Нила. Лидер «играл» с народом, он убедил их, что видел духа Махди во сне, который предсказал ему победу в предстоящей войне. Потерю Донголы он объяснял своим прямым приказом, в целях подготовить крупное войско к решающему сражению.
Халифа изо всех сил стремился усилить оборону своей столицы. Он собрал все войска воедино на подступах к Омдурману. Халифа считал своим плюсом превосходство в количестве и возможность мобилизации ещё большего количества людей. Боевой дух народа был силён, и они верили в победу. Другого выхода у Халифы просто не было: из-за железной дороги его тактика маневренной войны в пустыне стала бесполезна.
В Омдурмане срочно строились укрепления. Столицу охраняла армия численностью около 60 тысяч человек. Большинство солдат было вооружено лишь холодным оружием, лишь часть винтовками. Несколько пушек были установлены на опоясывающих Омдурман фортах. Тактический замысел Халифы в данной ситуации был прост — он решил заминировать Нил. Примитивность мин была их огромным минусом: это был всего лишь герметично закрытый котёл с порохом, внутри которого находился пистолет; к спуску пистолета крепилась проволока, которую натягивали поперёк реки; в результате касания лодкой проволоки или натягивания её суданским бойцом происходил выстрел и детонация пороха. Это всё, что Судан смог сделать в ответ.
Долгое бездействие весьма негативно сказывалось на дисциплине суданских ополченцев и, соответственно, на их боевом духе. Система снабжения действующей армии в Судане традиционно отсутствовала — считалось, что воины должны сами заботиться о пропитании, захватывая припасы у противника. Поскольку военная добыча на этот раз отсутствовала, войска халифа начали мародёрствовать, что приводило не только к их моральному разложению, но и серьёзному обострению отношений с местным населением. Абдаллах был даже вынужден прибегнуть к своего рода «продразвёрстке» — изъятию зерна у населения некоторых районов Судана для нужд армии. В условиях и без того тяжёлого положения с продовольствием в стране, это сильно подорвало авторитет халифа.

## Ход сражения

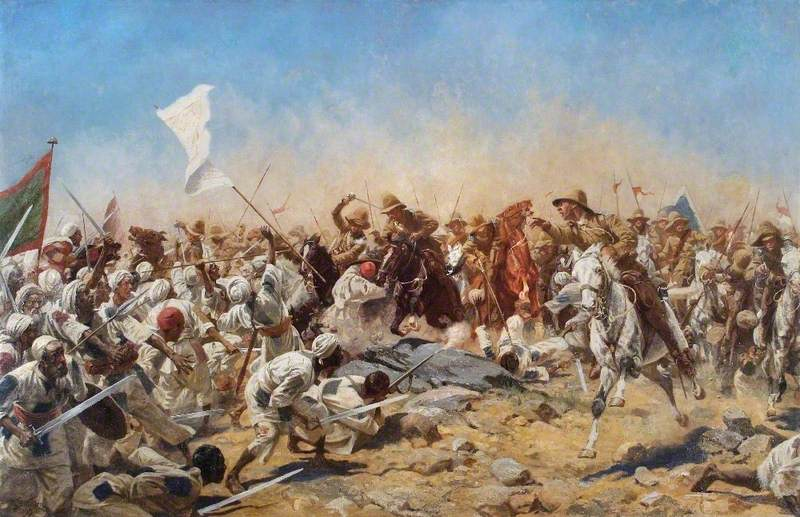
Битва при Омдурмане. Худ. Уильям Барнс Уоллен (1899)

Англичане не торопились идти в наступление. У них не было никаких поводов для беспокойства: их армия насчитывала около 25 тысяч хорошо обученных и снаряжённых бойцов, в том числе 8200 британских солдат, 17600 египетских, а также арабские воины разных племён, присоединившиеся к походу ради добычи или из мести махдистам. А свобода решений, которую генерал Китченер дал своим подчинённым, позволяла офицерам самостоятельно решать многие задачи. Генерал поощрял инициативу младших офицеров, ставя перед ними лишь общие задачи.
На вооружении англичан было 44 скорострельных артиллерийских орудия и 20 пулемётов «Максим» у пехоты, ещё 36 пушек и 24 «Максима» на канонерских лодках, стоящих в Ниле. Минирование Нила не принесло результатов — англичане расстреляли мины из пулемётов с дальнего расстояния. Армия медленно двигалась к цели и 1 сентября 1898 года генерал со своими подчинёнными увидели стены столицы.
На рассвете 2 сентября 1898 года армии встали в боевой порядок. Халифа был решителен. Он планировал провести массированную лобовую атаку и завязать рукопашный бой. Действительно, в рукопашном бою англичане были не так сильны. Халифа прекрасно понимал, что пока войска дойдут до армии противника, многие погибнут в потоке вражеских пуль, но, веруя в священный джихад, бойцы таким образом бронировали себе место в раю. Всю ночь до сражения в лагере Абдаллаха пели муллы, призывая к храбрости и обещая великую победу. Замысел англичан тоже был прост. Он сводился к незамысловатому ведению массированного огня по атакующему противнику, чтобы истребить его на дальней дистанции, не дав суданцам вступить в ближний бой.
По словам Уинстона Черчилля, боевой порядок армии Халифы был таков: на левом фланге около 5000 воинов племён дегейм и кенана под предводительством Али Вад-Хелу, между ними и центром — регулярные части (12000 стрелков и 13000 копьеносцев) под командованием Османа Шейх-эд-Дина и Османа Азрака, в центре — 13000 копейщиков, которыми командовал Якуб, правее центра — около 6000 дангала под началом Шерифа. Край правого фланга, ближе к Омдурману, прикрывали 1700 воинов хадендоа Османа Дигны. Сам Абдаллах с отрядом телохранителей находился чуть позади центра войска.

### Первая атака махдистов
К 06:40 войска Китченера услышали шум, производимый наступавшей армией Абдаллаха. Через несколько минут махдистские силы появились из-за холмов и стали ясно видны англичанам. Численно превосходящие силы суданцев начали в виду англичан выстраиваться полукругом, охватывая противника. По словам очевидцев, густые массы суданской пехоты, над которыми развевалось множество разноцветных флагов, расшитых религиозными изречениями, представляли чрезвычайно впечатляющее зрелище. Войска халифа двигались правильными стройными рядами, а не беспорядочной толпой, как их ожидали увидеть многие британские офицеры. Особенно ровный строй держали отборные части, находившиеся на правом крыле армии халифа, выделявшиеся белым цветом знамён. Махдисты были, очевидно, воодушевлены напутствиями духовных лиц и полны решимости отдать жизни за веру — их полки постоянно скандировали мусульманскую формулу веры — «нет Бога, кроме Аллаха и Мухаммед — пророк Его» так громко, что это было ясно слышно англичанам, находившимся почти в трёх километрах.
Махдисты начали бой первыми — их орудия сделали два выстрела, но снаряды упали, не долетев примерно 50 метров до англо-египетских порядков. После этого в 06:45 с британской стороны открыла огонь 32-я батарея с дистанции 2 800 ярдов (около 2 560 м), затем к ней подключились и другие батареи. Огневая мощь современной артиллерии сразу же стала сказываться — английские офицеры говорили, что снаряды, попадая в ряды махдистов, рассекали их точно плугом. Меткости огня весьма способствовало то, что местность была англичанами поделена на заранее пристрелянные сектора.
Черчилль, находившийся в составе кавалерийского дозора несколько ближе к противнику, чем основная армия, хорошо видел, какое опустошение английские снаряды производили в рядах наступавших. Однако махдисты продолжали двигаться вперёд:
В первую же минуту в их ряды врезались не менее двадцати снарядов. Одни разорвались высоко в воздухе, другие — прямо перед ними. Некоторые же вонзались глубоко в песок и разрывались, поднимая облака красной пыли, сметая ряды осколками и шрапнелью. Белые знамёна стали падать повсюду. Но тут же они поднимались, когда новые люди шли вперёд, чтобы умереть за священное дело Махди… Под огнём нашей артиллерии плотная масса «белых знамён» рассыпалась на тонкие линии копейщиков и стрелков, которые продолжали наступать…
Действие пулемётного огня на плотные порядки наступавших суданцев было, по отзывам очевидцев, чудовищным. Черчилль писал, что перед позициями пулемётчиков вырастали буквально груды поверженных тел. Однако сразу же выявился один из серьёзных недостатков пулемёта Максима — ненадёжность водяного охлаждения ствола. Интенсивная стрельба приводила к тому, что вода в охладительных кожухах пулемётов быстро нагревалась, закипала и испарялась, что вынуждало прекращать огонь в решающий момент боя. В таких случаях британские и египетские солдаты бросались к Нилу и приносили свежую воду.
В ходе атаки боевой порядок войска Халифы несколько изменился. Пока Шериф и Осман Азрак, с примерно 15000 воинов, взятых в основном из армии Османа Шейх-эд-Дина, атаковали англичан «в лоб», Халифа с примерно таким же количеством воинов стоял за холмом Сургэм, который возвышался перед позицией англичан. По мнению Черчилля, «если бы атака Азрака была успешной, он (Халифа) выступил бы вперёд со своей гвардией, цветом арабской армии, и довершил разгром противника. Если бы она провалилась, у него оставался ещё один шанс». Пока «белые знамёна» под пулями и шрапнелью рвались к зерибе, Али Вад-Хелу «должен был двинуться к холмам Керрери (на которые опирался правый, северный, фланг англичан — А.) и оставаться среди них на расстоянии выстрела, стараясь не привлекать к себе внимания». В случае, если бы англичане, отразив лобовую атаку, покинули свой укреплённый лагерь и двинулись к Омдурману, они одновременно должны были быть атакованы воинами Халифы — от холма Сургэм, а войсками Али Вад-Хелу и остатками армии Османа Шейх-эд-Дина — от Керрери, с севера, окружены и уничтожены. Но Халифа, по мнению Черчилля, не скоординировал атаки частей своего войска и недооценил огневую мощь противника.
Холмы Керрери удерживала египетская кавалерия и дроматерия (верблюжий корпус) под общим командованием подполковника Бродвуда. Они не смогли остановить наступавших на холмы воинов Османа Шейх-эд-Дина и начали отступать на восток, к Нилу. Тут выяснилось, что верблюды на засыпанной валунами холмистой местности передвигаются медленнее пеших людей, и у дервишей появился шанс отрезать верблюжий корпус от основных сил англичан, прижать к реке и уничтожить. Махдисты энергично бросились наперехват, при этом явно выигрывая в темпе продвижения. Кавалеристы Бродвуда (девять эскадронов) изготовились к самоубийственной контратаке, чтобы спасти верблюжий корпус. Но тут к берегу одна за другой подошли две английские канонерки и открыли по наступавшим дервишам кинжальный огонь из скорострельных пушек, пулемётов Максима и винтовок. «Дистанция была короткой, эффект — потрясающим» — пишет Черчилль. Атака махдистов захлебнулась, уцелевшие нерешительно замерли, верблюжий корпус проскочил опасное место и был спасён. Разъярённые неудачей махдисты развернулись и бросились на кавалерию Бродвуда, и гнались за ней на протяжении трёх миль к северу. Кавалерия «заигрывала со своим могучим противником как бандерильеро, который дразнит быка. Подполковнику Бродвуду удалось заманить эту дивизию армии дервишей далеко от поля боя, где в ней так сильно нуждались» — так, по словам Черчилля, закончился этот критический эпизод боя.
В это время южнее остатки «белых знамён» присоединились к центру, «и все эти 14000 двинулись против зерибы, постепенно расходясь, переходя к более рассеянному строю и замедляя шаг. Примерно в 800 ярдах от британской дивизии атака приостановилась — здесь они не могли продвинуться дальше. В одном месте атакующие суданцы, вооружённые только Винтовками Мартини-Генри, подошли на расстояние в 300 ярдов. Один храбрец, нёсший белое знамя, пал в 150 шагах от траншеи. Но атака была расстроена… Оставшиеся в живых дервиши залегли. Они не могли двигаться вперёд, но и отступать не желали. Их стрелки, воспользовавшись естественными укрытиями, вступили в неравный поединок. К восьми часам стало ясно, что вся атака провалилась» — пишет Черчилль. В этой атаке погиб Осман Азрак, который лично вёл воинов вперёд.
Китченер, отразив эту яростную атаку, решил, что настало время покинуть лагерь и взять инициативу в свои руки. Холмы Сургэм и Керрери скрывали от него значительную (около 35000 человек) часть войска Халифы.

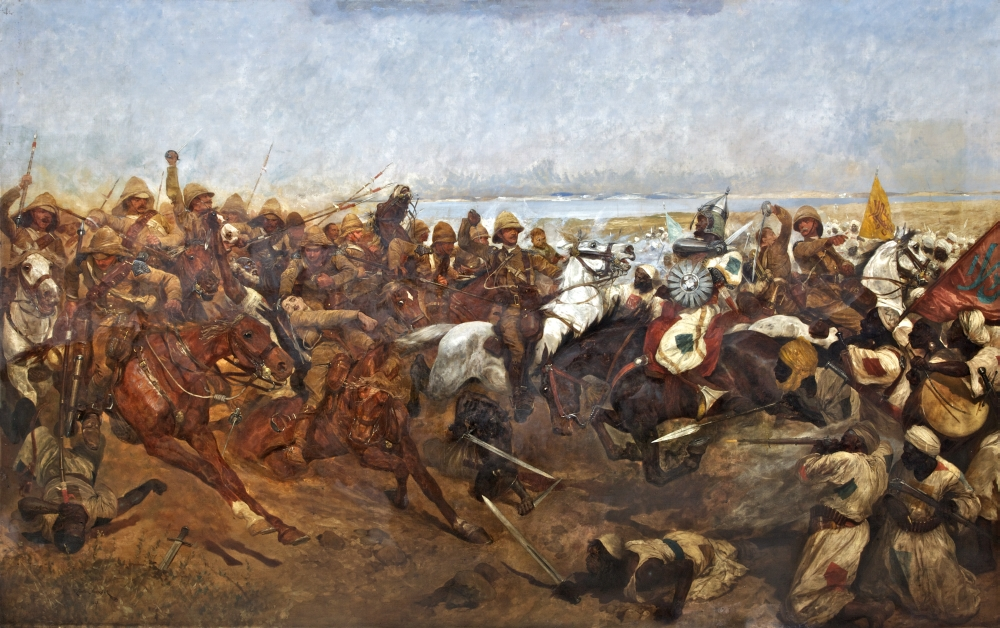
«Атака 21-го уланского полка в битве при Омдурмане», картина Ричарда Кейтона Вудвиля

На левом фланге англичан вперёд выдвинулся 21-й уланский полк, которому была поставлена задача охватить правый фланг врага и отрезать ему путь отхода к Омдурману. Видя перед собой тысячи раненых и дезертиров, спешащих к городу и прикрытых только цепью стрелков, уланы ринулись в атаку. Тут они неожиданно для себя оказались перед сухим руслом речки, в котором укрывался усиленный отряд под знаменем Османа Диньи (около 2700 человек). Внезапно для англичан отряд вышел из укрытия и преградил путь уланам. 21-й полк (около 400 чел.) врубился в строй махдистов. «Столкнулись две живые стены» — пишет Черчилль. Воины Диньи сражались храбро и умело, пустив в ход все известные им приёмы борьбы с конным противником. За две минуты, пока уланы прорубались через толпу врагов, они потеряли убитыми и ранеными 70 человек и 119 лошадей. Махдисты быстро сомкнули строй, и уланы не решились пробиваться назад тем же способом. Вместо этого они зашли махдистам во фланг, спешились и открыли беглый огонь из карабинов. Арабы пытались контратаковать, но вскоре оставили эту затею и в полном порядке отступили к основным силам у Сургэма.
Основные силы Китченера (бригады Максвелла, Макдональда, Льюиса, Воучопа, Коллинсона) выдвинулись вперёд, к холму Сургэм. При этом правый фланг англичан заходил всё дальше в сторону пустыни. Армия и река образовали подобие буквы V, развёрнутой на север. В это время выдвигающиеся вперёд войска были атакованы резервом Халифы — воинами Якуба, которых было около 15000. Видя их энергичный натиск, Китченер быстро перестроил свои войска — армия развернулась фронтом к западу, так, что её левый фланг оказался в пустыне, а правый упёрся в реку — по словам Черчилля, «как бы совершила полный кувырок через голову». В отражении яростного натиска воинов Якуба большую роль сыграли пулемёты. Свинец косил плотные ряды дервишей, фронт которых начал разваливаться под натиском англичан и египтян. Уцелевшие воины Якуба начали в беспорядке отходить к Омдурману, но сам он остался у чёрного знамени Халифы и погиб вместе со своими отборными бойцами.
В это время кризис наметился на правом фланге англо-египетской армии, на которую с севера, от холмов Керрери, наступали воины Али Вад-Хелу. Пока Китченер перебрасывал на угрожаемое направление Линкольнширский полк, бригада суданских стрелков под командованием Макдональда отбивалась самостоятельно. Храбрые, но импульсивные суданцы очень быстро расстреливали запасы патронов, и в какой-то момент казалось, что живая волна махдистов дойдёт до их строя. Но линкольнширцы подоспели вовремя. Под их залпами атака пехоты Али Вад-Хелу захлебнулась окончательно, как и последовавший за ней храбрый, но неорганизованный наскок нескольких сотен конных махдистов.
После отражения атаки со стороны Керрери англо-египетская армия развернулась почти двухмильным фронтом на запад и не спеша двинулась вперёд, огнём и штыками загоняя махдистов в пустыню. Разбитых преследовали уланы и египетские конники.
К половине двенадцатого армия Халифы осталась только на страницах истории.

## Результаты
Несмотря на значительное неравенство сил — махдисты имели до 100 тысяч бойцов против 25-тысячного корпуса Китченера — суданцы понесли тяжёлое поражение, потеряв десятки тысяч человек убитыми и ранеными. Несмотря на высокий боевой дух суданцев, они не смогли реализовать своё численное преимущество из-за качественного превосходства англо-египетских сил и их подавляющего огневого перевеса. В результате сражения армия махдистов перестала существовать как организованная сила. Вскоре англо-египетские силы заняли весь Судан, который был юридически превращён в англо-египетский кондоминиум, фактически же — стал колонией в составе Британской империи.

### Потери
Потери победителей оказались малы по сравнению с огромными потерями махдистов. В армии Китченера 2 сентября выбыло из строя 387 чел., но эта цифра возросла в течение нескольких дней после сражения, поскольку многие раненые умерли. По подсчётам через несколько дней после боя, египетские и суданские части потеряли 30 чел. убитыми и 279 ранеными; белые войска потеряли 28 убитыми и 115 ранеными — в целом 452 чел. Основная часть собственно британских потерь пришлась на 21-й уланский полк — 24 убитых. Кэмеронский и Сифортский полки потеряли каждый ещё по 2 убитых.
Армия халифа понесла огромные потери. Они были подсчитаны лишь приблизительно, но большинство источников сходится в том, что из более, чем 50 тыс. участвовавших в сражении от 9 до 11 тыс. было убито. Количество раненых махдистов также трудно поддаётся оценке, но оно, видимо, было велико и абсолютно, и относительно количества участвовавших в бою суданцев. Так, согласно официальному отчёту о сражении, направленному Китченером в Лондон, из более, чем 4 тыс. взятых в плен махдистов 1 222 были ранены. При этом в отчёте говорилось:
...раненые были почти в каждом доме Омдурмана и, учитывая тот факт, что практически каждый боеспособный мужчина города был вынужден участвовать в сражении, справедливым будет полагать, что количество раненых, о котором сообщалось в телеграмме (16 000), не является преувеличением.

### Особенности
В ходе сражения Китченер проявил себя как умелый, энергичный и решительный военачальник, выказавший, однако, жестокость и безжалостность по отношению к побеждённым. Сражение ознаменовано рядом новых тактических приёмов и применением новых видов оружия — так, впервые в массовом порядке были использованы пулемёты. Использование новых систем вооружения позволило британским силам расстреливать махдистские порядки на безопасном расстоянии и предопределило исход сражения. Хотя бой временами переходил в ближние рукопашные схватки (например, британские силы предприняли одну из последних в истории крупных кавалерийских атак), именно британская огневая мощь внесла основной вклад в победу. 
В сражении при Омдурмане участвовал будущий премьер-министр Великобритании Уинстон Черчилль, командовавший одним из эскадронов 21-го уланского полка. Его воспоминания — большой исторический труд под названием «Война на реке» — являются важным источником информации о суданском походе британской армии.

### Последствия
После окончания сражения корабельная артиллерия перенесла огонь на столицу. В городе гибли очередные тысячи жителей. В итоге столица пала без сопротивления. По приказу Китченера под лозунгом «мести за Гордона» был разрушен мавзолей Махди. Его останки были извлечены и сожжены в топке парохода.
Абдаллах сумел выжить и бежать. Вскоре он попытался организовать партизанскую войну в западных районах Судана, но его отряд был разбит англичанами, а сам Халифа погиб. Все районы страны постепенно прекратили сопротивление. Государство Судан было уничтожено. 
В начале 1899 года между Англией и Египтом было подписано соглашение об установлении совместного управления в Судане (кондоминиума). Но поскольку британцы не считались с египтянами, на деле Судан стал английской колонией.